# ریس گرینیج
ریس گرینیج (انگلیسی: Reiss Greenidge؛ زادهٔ ۸ فوریهٔ ۱۹۹۶) بازیکن فوتبال اهل بریتانیا است.
از باشگاه‌هایی که در آن بازی کرده‌است می‌توان به باشگاه فوتبال سوگندال اشاره کرد.
وی همچنین در تیم ملی فوتبال گویان بازی کرده‌است.